# ゆりてつ 私立百合ヶ咲女子高鉄道部
『ゆりてつ 私立百合ヶ咲女子高鉄道部』（ゆりてつ しりつゆりがさきじょしこうてつどうぶ）は、松山せいじによる日本の漫画。同作者作品である『鉄娘な3姉妹』の間接的な続編にあたる。

## 概要
作者および掲載誌にとっての前作となる『鉄娘な3姉妹』の後継作として、『月刊サンデージェネックス』（小学館刊）2011年4月号から2013年11月号まで連載された作品。女子高校の部活動を通して鉄道という題材を描いている。前作からおよそ3年程度経過した世界とされているが、扱われている鉄道の運行内容などは連載時における現行（取材当時）のままの状態となっている。
発表当時の松山作品としては珍しいことに、メインキャラクター全員が松山漫画歴代主人公陣と比して貧乳の作品である。また、『鉄娘な3姉妹』を含むそれまで執筆されてきた作品とは絵のタッチが別人のように変わり、人物の陰影と肉感を最低限に抑えた少女漫画風のタッチに切り替わっている。これは新連載を始める際、編集部からの「女性読者を含む普通の読者にも親しまれる」ように「普通の少女を主人公にしてほしい」という要望があったため である。そのため、従来の松山作品で描かれてきたお色気や濡れ場を思わせる描写は控えめになっている。
また、女子校の「設立間もない部の活動」が物語の主題となっているため、「登場人物にとっての一致した目標」が「鉄道を楽しもう」という基本方針以外に存在しておらず、極端なギャグやお色気を挟まない形の日常空気系作品となっている。
なお、話数のカウントは「○百合」と表記され、題名にもある通り、百合な展開を連想させる内容になっている。各話のタイトルは4文字で表記され、大まかな説明を兼ねたサブタイトルが付いている。番外編は「本篇」（＊＊百合）扱いされず、本篇は通算23回、番外編（5回及び「18・5百合」合計6回）あわせて23＋6回＝29回となる。最終百合の後、特別編（単行本未掲載）が掲載された。
連載が続くにつれて、前作『鉄娘な3姉妹』の他、『鉄子の旅』（IKKIコミックス刊）や『僕は君たちほどうまく時刻表をめくれない』（ガガガ文庫刊）など、鉄道を題材とする他の小学館作品に登場するキャラクターとのクロスオーバーが実施されている。
最終百合のラストシーンで違う学校の女子学生が登場するが、これは間接的に鉄道シリーズの新作『ギャル鉃』（秋田書店『月刊チャンピオンRED』）への伏線となっている。

## あらすじ
桜舞う4月。日野はつねは私立百合ヶ咲女子高等学校に入学して高校生活の第一歩を刻む。入学初日、帰宅途中の上野駅で同じ学校に通う能登まみこ、石塚まろん、鶴見はくつると出会ったはつねは、3人に誘われるまま、なりゆきで上野駅に停車していた北斗星に乗り込んでしまう。
車中で3人に事情を聞くと、3人は新しい部活動として鉄道部を立ち上げたいのだと言う。部活動申請には4人以上の部員を必要とするため、3人ははつねを巻き込んだのだ。事情を聞いて驚くはつねだが、高校を入学したばかりで親しい友人がいない彼女は、怒ることもなく鉄道部に入ることを了承し、部長まで引き受けてしまう。
そして、はつね、まみこ、まろん、はくつる。4人の鉄道部、通称「ゆりてつ」による全国路線行脚の部活動が幕を開ける。

## 登場人物

### ゆりてつ部・一期生
『鉄娘な3姉妹』で福音寺三姉妹と鉄道活動で親しくなった能登まみこだが、三姉妹はハードな無頼派であるためか、ソフトな群像派の鉄道趣味サークルを立ち上げようと、発足することにした。そのため、スカウト活動を兼ねた鉄道活動をする事になり、石塚まろんと鶴見はくつるをスカウト。3人で同じ高校（私立百合ヶ咲女子高校）を受験し、4人目を募ろうとするもなかなか見つからず、まみこが暫定代表となり、適当な4人目の名前を書いて申請、受理された。その後、3人は偶然にも各々鉢合わせした日野はつねと上野駅で再会、スカウトして北斗星に乗せる。
日野はつね（ひの はつね）
私立百合ヶ咲女子高校1年（1百合当時）の少女。まみこたちに巻き込まれて鉄道部に入部し、部長となる。4月4日生まれで血液型不明。左利きで身長150センチメートル。
類を見ない方向音痴で、恥ずかしがりやかつおとなしめの性格であるため、いつもまみこたちに振り回されているが、一方で無自覚に鉄道部をまとめて活動の方向性を示すこともある（料理もできるらしく、弁当を差し入れしている）。
鉄道部の中ではテツではない非テツにして「普通の少女」であるが、鉄道部の仲間と共に旅をすることに関しては素直に楽しさを感じている。鉄道知識の習得にいつも積極的に励んでおり、その前向きさと一生懸命さで他の部員達の心を惹きつけるムードメーカーとなっている。他の部員（や顧問）からは、友達や仲間（や生徒）として以上の好意も持たれているようである。
「制服がかわいいから」という理由で百合ヶ咲高校に入学し、自宅から登校している。自宅は茨城県ひたちなか市にあり、最寄駅である勝田駅からは徒歩圏内。自宅から学校まで片道およそ3時間かかる長距離通学を行っている。家族構成は両親と弟・はじめの4人。
前作となる『鉄娘な3姉妹』の最終番線（最終話）に、連載のバトンタッチ的な意味合いで1コマだけ登場する。
名前の由来は東北新幹線はやぶさの候補名（1位が「はつかり」で2位が「はつね」）。
ゆりてつメンバーの中で怒る表情をとることはほとんど無かったが、16百合では（はつねをめぐって）他のメンバーがデッドヒートしたのを見かねて、憤慨して（他のゆりてつ4人を）消沈させた。また、まみこ達に敵意を見せた弟・はじめに諭すところなど姉らしい一面を見せている。
能登まみこ（のと まみこ）
鉄道部の発起人で撮りテツ。百合ヶ咲高1年（1百合当時）。12月12日生まれで血液型A型。右利きで身長146センチメートル。短気ゆえに部長には向かないという自覚から、はつねに早々に部長の座を譲る。
前作『鉄娘な3姉妹』に登場した能登マミコ本人。前作でわだかまりのあった父親とは和解し、それまでの反動から軽度な（かなりの）ファザコン状態となっているものの、様々な事情から高校入学後は神田駅周辺にワンルームアパートを借りて一人暮らしをしている。なお、アパートはその立地から鉄道部の学校外における活動拠点としての役割も持つようになる。はつねのことは、「パパの次に好き」と発言している。
ほぼ性格は和らいだが、『鉄娘な3姉妹』時代からツンデレであるため、まろんやはくつるに（はつねに次いで）いじられる対象となっている。また、はつねをうまく誘導する術があるようで、はくつるに「策士」といわれてしまう。
『ギャル鉃』では主人公・後藤寺ミオの先輩かつ鉄道趣味の友人として、はくつるとともにリニア体験乗車会に参加、大学卒業後は（父が運営する）能登財閥系の会社に就職していた。
石塚まろん（いしづか まろん）
食べ歩きを好む少女。百合ヶ咲高1年（1百合当時）。7月7日生まれで血液型O型。左利きで身長159センチメートル。駅弁や鉄道沿線の食堂を食べ歩く食べテツ。底抜けの陽気かつ楽天的な性格であり、いつも笑顔でいることが多い。
実家は横浜中華街の路地裏に所在する中華料理店で、将来店を継ぐときのために舌を鍛えておきたいと考えて以来、グルメの情報収集を兼ねて食べ歩きをしており、さらなるグルメを求めて鉄道で遠出するようになった。中学時代に食べ歩きの旅をしていた最中に、撮影活動中のまみこと出会い、このことが鉄道部の発起のきっかけとなった（まみこやはくつると違って、きっかけは決して暗くは無い）。
5人きょうだいの長子であり、店の手伝いの合間を縫って幼い弟妹の面倒を見ている。はつねに対しては、ことあるごとにハグするのが趣味（両親もいて、彼女によれば父はパチンコの趣味があるという）。
鶴見はくつる（つるみ はくつる）
鉄道部3番目の加入者。百合ヶ咲高1年（1百合当時）の小柄な少女。3月3日生まれで血液型AB型。右利きで身長138センチメートル。アニメとコンピュータゲームを愛する熱狂的なオタクにして乗りテツ。聖地巡礼が元々の趣味で、これが高じて乗りテツとなった。訪問先では駅ノートにイラストやメッセージを書き込むことを欠かさない。路線・時刻表の検索にはiPadを使用しており、常に手放さない。
常にクールで成績優秀かつ毒舌家。本人がその気になれば国立学校や有名校に進学することも可能な学力と才能の持ち主だが、まみこ・まろんと出会い、共に鉄道部を立ち上げることを誓って百合ヶ咲高校に進学する。普段は冷徹かつ冷静だが、好きなアニメや漫画が絡むと瞳が輝き別人のようにはしゃぎまくる。彼女の会話はマニアックで、読者向けに話す事もあり、ゆりてつメンバーにすら理解しかねるところがある。
登場人物中、唯一最終百合に至るまで家族の描写（登場シーン）が一切ない。
はつねを言葉でいじるのが趣味だが、「ブヒりまくる」のも大好き。
『ギャル鉃』では主人公・後藤寺ミオの先輩かつ鉄道趣味の友人として、まみことともにリニア体験乗車会に参加、大学卒業後は（まみこのつてで）能登財閥が立ち上げた子会社でブイチューバーやアプリ開発をしている。

### ゆりてつ部・その他
創部当初は暫定的に違う教師が対応していたが、顧問は空位状態であった。そのため、滝沢このみが「好機」ととらえて就任。さらに卒業近いはつねたちに「進路もそうだけど、ゆりてつの将来はどうするの」と憂いたから、スカウト活動をすることになり、春日さくらほか4人が入部。
滝沢このみ（たきざわ このみ）
7百合で初登場。名前の漢字表記は「好美」。
百合ヶ咲高の英語教師。鉄道模型をこよなく愛する模型テツであり、鉄道部に正式な顧問がいなかったことを理由に、半ば押しかけ気味に顧問に就任した。
平時は指導力に優れたしっかり者だが、本性は非常にお茶目で、模型のことになると周りが見えなくなるほどのはしゃぎようを見せる。極度の寂しがりやで、旧来の鉄道仲間が恋愛や結婚生活のためなかなか一緒に活動できないことを心細く思っており、鉄道部の顧問になった本当の理由も新しい仲間を得るためであった。九州出身で、酒に酔うと九州弁が出る泣き上戸。模型を始めとした鉄道知識に関する造詣の深さで部員達からは一目置かれているものの、一方ではつねを溺愛してことあるごとに独占したがるため、はつねに好意を寄せている他の部員達からは激しく嫉妬されている。
晩婚化を心配する親が、彼女が帰省する度に縁談の話を入れるが、鉄道趣味で青春を満喫したい彼女はそれをスルーするために、はつね達教え子の先導と称して九州へ帰省している。はつねだけを誘うつもりが、心配するまみこ達も同行することになり、賞与が羽を付けたように消える報いを受ける。彼女は縁談が無くなったことからはつね達に感謝するが、まみこ達に「それはそれで問題」と突っ込まれる。
新入部員（当時は候補生）のさくらとは、出会った当初はつねをめぐって他部員以上に衝突するが、「お姉さま」扱いされ、尊敬されたのを受けて態度を軟化させ、彼女を受け入れた。
『ギャル鉄』では2巻末おまけ漫画に登場、『エイケン』の教師の親戚であることが判明。
春日さくら（かすが さくら）
21百合で初登場。
秋田出身の少女で、年齢は15歳。秋田弁で話す。東京から秋田の自宅に帰る途中、秋田新幹線の車両と連結している東北新幹線の車両を間違えて車内で困っていたところをはつねに助けられるが、寝過ごして青森に着いてしまう。その後迷子になってたびたびはつねに姿を目撃され、再び出会ったはつねとゆりてつ部に助けられて秋田に帰った。故郷では由利高原鉄道でアテンダントのアルバイトを務め、最後の仕事の日にゆりてつ部をもてなした。新学期から百合ヶ咲高に転校し、はつね達が卒業した後のゆりてつ部を継ぐため、3人の仲間を集めてゆりてつ部の新入部員となった（事実上の二期生第一号部員）。
はつねと同様の方向音痴であり、一方で仕事を丁寧かつ周到にこなすしっかり者でもある。はつねを「お姉様」と呼び慕っており、他の部員達からは「妹キャラ」と評されている。はじめ同様に、はつねを独占する気配があり、他メンバー・特にこのみと衝突することもあったが、彼女に「お姉さま」と呼ばれ、弟子志願したことから円満和解している。

### 主なゲスト
横見浩彦（よこみ ひろひこ）
12百合で登場。『鉄子の旅』に登場する（ただし、あくまでも『鉄娘』『ゆりてつ』の世界における）横見浩彦本人。
乗りテツのカリスマ。2012年3月31日にて廃線となる長野電鉄屋代線のラストランイベントにて、ゆりてつ部と偶然遭遇。彼女達に廃線や地方鉄道が抱える問題について教授する。
容姿は『鉄子』の著者・菊池直恵によるキャラクターデザインのトレース となっている。そのため、はくつるからは「菊池さんのトレパク」と突っ込まれている。
ルイス・I・デハニー（ルイス・いちばた・デハニー）
13百合、15百合で登場。『鉄娘な3姉妹』からの登場。
まみこの知人。一畑電車の車内アテンダントを務めており、山陰にやってきたゆりてつ部を案内する。
福音寺美章（ふくおんじ びしょう）、福音寺美唄（ふくおんじ びばい）、福音寺ビンゴ（ふくおんじ ビンゴ） 
14百合、15百合で登場。『鉄娘な3姉妹』からの登場。
かつてまみこが非テツであった頃に知り合った、鉄道ファンの3姉妹。通称「鉄娘な3姉妹」。まみことの出会いから3年ほど経て、各人とも成長している。特にビンゴは背丈がまみこを僅かに超えており、体つきも大分成長している。美章は髪を短く整えている。美唄は特に変化なし。なお、他人を振り回す様が父親に似てきている（父同様、デジタル機器をもつのが苦手で、手紙で連絡しているハードなアナログ派、まみこに携帯電話ぐらいもつべきと提言されても聞く耳をもたない）。
鉄娘オールスターズ
15百合で登場。『鉄娘な3姉妹』からの登場。
メンバーは、はやて・こまち兄妹、ウツノ弁当（宮子）、吾妻線のタクシー姉さん、餘部姉妹？、ルイス・I・デハニー、日野いすゞ、海塚治夢と駅猫おさむ。
『鉄娘な3姉妹』に登場し、最終旅で集合した鉄娘たち。（餘部姉妹？の経営する）餘部の旅館「川戸屋」で福音寺姉妹との同窓会のため登場。
北見美優（きたみ みゆ）、宮田くれあ（みやた くれあ）
16百合で登場。豊田巧のライトノベル『僕は君たちほどうまく時刻表をめくれない』のヒロイン達。
まみこのテツ仲間。神奈川県立横浜志貴高等学校に通っている女子高校生。特に美優は鉄道系SNSコミュニティ常連のガチテツで、このみ先生とはコミュ仲間でもある（美優は友人に呼び捨てで呼ぶのだが、はつねにはまみこを介した間接的な関係なので、「ちゃん」づけで呼ぶ。だが、まみことは直接の知り合いなので呼び捨てである、今回は女子旅という趣旨なので主人公・栗原駿は2人のセリフで名前が出て来るのみである）。

### その他
日野はじめ（ひの はじめ）
19百合で登場。7百合、3巻番外編・1では1コマのみ登場している。
はつねの弟で、年齢は5歳（19百合当時）。姉に対する独占欲が強く、ゆりてつ部の他の部員達が姉に強い好意を抱いていることを見抜いており、当初は部員達に対抗意識を抱いて意地悪な態度を取っていたが、その後和解して共に活動を楽しむようになる（鉄道の知識があり、それで張り合うこともある）。
姉とはとても仲がよく、一緒にお風呂に入ったり、食べ物を口移しで食べたりすることもあるという。はくつるからは「リア充」と羨ましがられている。
能登まみこの父
19百合で1コマのみ登場。まみこがはつねを伴って、（まろん・はくつる・このみを出し抜いて）江ノ島にある彼の別荘でパーティーをする予定であったが、まろんたちと鉢合わせをしてしまい、一緒に行動している内に父主催のパーティーの事はすっかり忘れられ、寂しく思っている（なお、まみこは都心に下宿しているようで久しぶりの再会のつもりだったからなおさらである）。
石塚まろんの家族
横浜で家族デート中だったが迷子になったはつねが偶然出会ったまろんの両親。横浜中華街にある小さな町中華「石塚飯店」を経営。おっとりした母と職人気質で頑固そうな父で、はつねを歓迎した。父は忖度して「はつねさんとデートしてこい」といって、まろんとはつねを2人きりにした（その後、まみこ・はくつる・このみと合流）。家族はほかに弟妹が数人いて、まろんは彼らの面倒も見ている。
日野はつねの両親
横浜ではつね、はじめとともにデートをしていたが、はつねがはぐれてしまい、そのまま別行動となってしまった。

## 舞台
私立百合ヶ咲女子高等学校
主人公たちが通う女子高等学校。東京都日野市に在する。最寄駅はJR東日本中央本線（中央線）百合ヶ咲女子校前駅。
百合ヶ咲女子高前駅
百合ヶ咲女子高校の最寄駅。JR東日本中央線に所属する駅。隣は東京方面が立川駅。高尾方面が豊田駅。現実世界におけるJR東日本中央本線日野駅に相当し、駅舎および周囲環境も同駅がモデルとなっている。主要人物が食べたタイ焼きの店のモデルも存在する。
勝田駅
はつねの自宅の最寄り駅。JR東日本常磐線およびひたちなか海浜鉄道の駅。百合ヶ咲からの移動時間は、JR東日本の各路線を乗り継いでおよそ3時間。

### 本作で扱われた鉄道および路線・聖地など
- JR東日本EF510形電気機関車500番台・JR北海道・JR東日本24系客車/寝台特急 北斗星（1 - 2百合）
  - 上野駅（1百合）
  - JR北海道ED79形電気機関車、JR北海道DD51形ディーゼル機関車（2百合）
  - 青函トンネル（2 - 3百合）
  - JR北海道789系電車/特急 スーパー白鳥（3百合）
  - 竜飛海底駅・青函トンネル記念館（3百合）
  - 竜飛岬（3百合）
竜飛岬は歌謡曲『津軽海峡・冬景色』の舞台であり、同曲をカバーしている『THE IDOLM@STER』の聖地としても登場。
- 室蘭本線（2 - 3百合）
  - 小幌駅（2 - 3百合）・室蘭駅・函館駅（3百合）
  - JR北海道キハ281系気動車/特急 スーパー北斗、JR北海道キハ150形気動車100番台、JR北海道キハ40系気動車1700番台（2百合）
室蘭駅では駅弁「母恋めし」が登場。
- 津軽線（3百合）
  - 蟹田駅・三厩駅（3百合）
  - JR東日本キハ40系気動車500番台（3百合）
- 東北新幹線（3百合）
  - 新幹線E2系電車/はやて（3百合）
- 中央本線（4百合）
  - 立川駅（4百合）
- 多摩都市モノレール（4百合）
  - 立川南駅・立川北駅・上北台駅・万願寺駅・玉川上水駅・高幡不動駅・多摩動物公園駅・多摩センター駅・柴崎体育館駅（4百合）
  - 多摩都市モノレール1000系電車（4百合）
  - 多摩モノレール・一日乗車券（4百合）
  - 昭和記念公園・園内パークトレイン（4百合）
立川北駅周辺は『とある魔術の禁書目録』および『とある科学の超電磁砲』の聖地としても登場。
万願寺駅では沿線のラーメン屋「味の丸嘉」が、高幡不動駅では金剛寺仁王門が登場。多摩川、玉川上水、多摩動物公園およびパルテノン多摩も登場している。
- 東京駅（5百合）
  - 駅ナカグランスタ・銀の鈴（5百合）
- JR東日本E257系電車500番台/特急 しおさい（5百合）
- 銚子電気鉄道（5百合）
  - 銚子駅・外川駅・観音駅・仲ノ町駅・犬吠駅（5百合）
  - 銚子電気鉄道2000形電車（イオン銚子ショッピングモールラッピング仕様）、銚子電気鉄道デハ800形電車、銚子電気鉄道デハ1000（1001、1002）形電車（桃太郎電鉄ラッピングおよび鉄子の旅塗装仕様）、銚子電気鉄道デキ3形電気機関車（5百合）
  - 銚子電気鉄道・弧廻手形（5百合）
  - 地球の丸く見える丘展望館（5百合）
観音駅では駅構内の鯛焼き屋および飯沼観音裏「さのや」の今川焼が登場。犬吠駅ではぬれ煎餅が登場。
- 東海道新幹線（6百合）
  - 新幹線300系電車/ひかり、新幹線700系電車/ひかり（6百合）
- 近江鉄道（6百合）
  - 米原駅・新八日市駅・鳥居本駅・日野駅・豊郷駅（6百合）
  - 近江鉄道800系電車（6百合）
米原駅では井筒屋の駅弁「おかかごはん」が登場。豊郷駅は『けいおん!』の聖地として豊郷町立豊郷小学校旧校舎とともに登場。
- 大糸線（6百合）
  - 海ノ口駅・小滝駅（6百合）
  - JR西日本キハ120形気動車（6百合）
- ひたちなか海浜鉄道湊線（1巻番外編）
  - 阿字ヶ浦駅・日工前駅（現在の工機前駅）（1巻番外編）
  - ひたちなか海浜鉄道キハ37100形、ひたちなか海浜鉄道キハ2000形（1巻番外編）
阿字ヶ浦駅では阿字ヶ浦海水浴場が登場。日工前駅では陸上自衛隊勝田駐屯地のひたちなか祭りが登場。
- 都電荒川線（7百合）
  - 三ノ輪橋停留場・荒川遊園地前停留場・荒川車庫前停留場・王子駅前停留場・飛鳥山停留場・東池袋四丁目停留場・鬼子母神前停留場・早稲田停留場（7百合）
  - 東京都交通局7000形電車、東京都交通局8800形電車、東京都交通局8500形電車（7百合）
  - 都電おもいで広場（7百合）
  - 飛鳥山公園・飛鳥山公園モノレール（7百合）
荒川遊園地前停留場ではあらかわ遊園、沿線のもんじゃ焼き店「こどもの家 きくや」が登場。サンシャイン60、乙女ロード、アニメイト池袋本店（現・アニメイトサンシャイン）、鬼子母神堂および早稲田大学（大隈講堂）も登場している。
- 京葉線（8百合）
  - 海浜幕張駅（8百合）
  - 幕張メッセ（8百合）
- 東武鉄道（8百合）
  - おもちゃのまち駅・東武宇都宮駅（8百合）
  - 東武100系電車「スペーシア」/きぬ、東武8000系電車（8百合）
  - トミーテック本社工場（8百合）
浅草寺および東京スカイツリーも登場している。
- 東京臨海新交通臨海線「ゆりかもめ」（9百合）
  - 新橋駅・お台場海浜公園駅・東京ビッグサイト駅（当時は国際展示場正門駅）・東京国際クルーズターミナル駅（当時は船の科学館駅）・市場前駅・テレコムセンター駅（9百合）
  - 東京臨海新交通7000系電車（9百合）
  - ゆりかもめ 一日乗車券（9百合）
  - レインボーブリッジ（9百合）
  - DECKS東京ビーチ（9百合）
  - 東京国際展示場（9百合）
  - 船の科学館・フローティングパビリオン羊蹄丸（元青函連絡船。現在は保存展示終了）（9百合）
テレコムセンター駅では大江戸温泉物語が登場。アクアシティお台場、ヴィーナスフォートおよびパレットタウン大観覧車も登場している。
- 東北新幹線（10百合）
  - 新幹線E5系電車/はやぶさ（10百合）
- 埼玉新都市交通（10百合）
  - 大宮駅・鉄道博物館駅（10百合）
  - 埼玉新都市交通1010系電車、埼玉新都市交通1050系電車（10百合）
  - 鉄道博物館（10百合）
- 小田急電鉄（11百合）
  - 新宿駅（11百合）
  - 小田急10000形電車「HiSE」（現在は引退）/はこね（11百合）
- 箱根登山鉄道（11百合）
  - 箱根湯本駅・大平台駅・上大平台信号場・宮ノ下駅・強羅駅・早雲山駅（11百合）
  - 箱根登山鉄道モハ2形電車、箱根登山鉄道モハ1形電車、箱根登山鉄道2000形電車「サン・モリッツ号」、箱根登山鉄道ケ100形客車（11百合）
  - 富士屋ホテル（11百合）
強羅駅は『新世紀エヴァンゲリオン』の聖地としても登場。
- 箱根ロープウェイ（11百合）
  - 大涌谷駅（11百合）
  - 大涌谷（11百合）
  - 芦ノ湖・箱根海賊船 ビクトリー号（11百合）
- 長野新幹線（12百合）
  - 新幹線E2系電車/あさま（12百合）
- 長野電鉄（12百合）
  - 長野駅・須坂駅・屋代駅（現在、長野電鉄の駅は廃止）・松代駅（廃駅）・東屋代駅（廃駅）・信濃川田駅（廃駅）（12百合）
  - 長野電鉄3500系電車、長野電鉄1000系電車/ゆけむり、長野電鉄2000系電車（現在は引退）（12百合）
『鉄子の旅』からゲストとして横見浩彦が登場している。
- 山手線（2巻番外編・1）
  - 原宿駅（2巻番外編・1）
  - JR東日本E231系電車500番台（2巻番外編・1）
  - 明治神宮（2巻番外編・1）
- 上白滝駅（2巻番外編・2）
- 新幹線500系電車/のぞみ（現在は500系による定期運用終了）（2巻番外編・2）
- JR東日本489系電車/夜行急行 能登（現在は運行休止）（2巻番外編・2）
- JR東日本E26系客車/寝台特急 カシオペア（2巻番外編・2）
- JR西日本285系電車「サンライズエクスプレス」/寝台特急 サンライズ出雲・サンライズ瀬戸（13百合）
- 山陽本線（13百合）
  - 岡山駅（13百合）
- 山陰本線（13百合 - 15百合）
  - 出雲市駅・米子駅（13百合）
  - JR西日本381系電車/特急 やくも（13百合）
  - 餘部駅・鎧駅（15百合）
  - JR西日本キハ47形気動車、JR西日本キハ189系気動車/特急 はまかぜ（15百合）
  - 余部橋梁（15百合）
  - 道の駅あまるべ・一滴亭（15百合）
餘部駅では沿線の民宿旅館「川戸屋」が登場。桃観トンネル、サワリ鼻展望所も登場している。
- 一畑電車（13百合）
  - 電鉄出雲市駅・出雲大社前駅（13百合）
  - 一畑電車デハニ50形電車（13百合）
  - JR西日本大社線大社駅（廃駅）（13百合）
  - 出雲大社（13百合）
出雲大社前駅では沿線のそば屋「荒木屋」が登場。
- 境線（13百合）
  - 境港駅（13百合）
  - JR西日本キハ40系気動車2000番台（鬼太郎列車シリーズ）（13百合）
  - 水木しげるロード・水木しげる記念館（13百合）
- 木次線（14百合）
  - 木次駅・出雲三成駅・亀嵩駅・備後落合駅（14百合）
  - JR西日本DE15形ディーゼル機関車・JR西日本12系客車/奥出雲おろち号、JR西日本キハ120形気動車（14百合）
  - 奥出雲おろちループ（14百合）
- 小田急電鉄（16百合）
  - 片瀬江ノ島駅（16百合）
  - 小田急30000形電車「EXE」/えのしま（16百合）
  - 江の島（16百合）
江の島サムエル・コッキング苑、江の島シーキャンドル、江の島エスカー、龍恋の鐘も登場している。
『僕は君たちほどうまく時刻表をめくれない』からゲストとして北見美優、宮田くれあが登場している。
- 湘南モノレール（16百合）
  - 湘南モノレール5000系電車（16百合）
- 江ノ島電鉄（16百合）
  - 江ノ島駅・腰越駅・鎌倉高校前駅・長谷駅・鎌倉駅（16百合）
  - 江ノ島鎌倉観光300形電車（16百合）
  - 高徳院・鎌倉大仏（16百合）
腰越駅では沿線のしらす料理店「しらすや」が登場。豊島屋本店も登場している。
- 新幹線N700系電車・N700A/のぞみ（17百合）
- 博多駅（17百合）
  - JR九州817系電車2000番台、新幹線新800系電車1000・2000番台、JR九州783系電車「ハイパーサルーン」/特急 みどり・ハウステンボス、JR九州883系電車「ワンダーランドエクスプレス」/特急 ソニック、JR九州885系電車/特急 かもめ・ソニック（17百合）
- 鹿児島本線（17百合）
- 久大本線（17百合）
  - 由布院駅・豊後森駅・夜明駅・久留米駅（17百合）
  - JR九州キハ71系気動車/特急 ゆふいんの森 (I世)、JR九州キハ185系気動車/特急 ゆふ、JR九州キハ125形気動車、JR九州キハ220形気動車1500番台（17百合）
  - 宇奈岐日女神社（17百合）
  - 湯の坪街道（17百合）
  - 旧豊後森機関区（17百合）
慈恩の滝、伐株山、由布岳も登場している。
- 九州新幹線（17百合）
  - 新幹線800系電車/つばめ（17百合）
- 横浜高速鉄道（3巻番外編・1）
  - 元町・中華街駅（3巻番外編・1）
  - 東急5050系電車（3巻番外編・1）
  - 横浜中華街（3巻番外編・1）
横浜赤レンガ倉庫、山下公園、横浜マリンタワー、ハワイアンレストラン「Eggs 'n Things 横浜山下公園店」も登場している。
- 常磐線（3巻番外編・1）
  - 我孫子駅（3巻番外編・1）
  - JR東日本E531系電車（3巻番外編・1）
我孫子駅ではホーム内の立ち食いそば・うどん店「弥生軒 6号店」が登場。
- 東京駅（3巻番外編・2）
  - 新丸の内ビルディング（3巻番外編・2）
駅弁「極附弁当」「シウマイ弁当」が登場。
- 九州新幹線（18百合）
  - 熊本駅（18百合）
熊本駅では沿線のラーメン屋「黒亭」が登場。
- 豊肥本線（18百合）
  - 立野駅（18百合）
  - JR九州キハ183系気動車1000番台/特急 あそぼーい!（18百合）
- 南阿蘇鉄道（18百合）
  - 南阿蘇水の生まれる里白水高原駅（18百合）
  - トロッコ列車「ゆうすげ号」、南阿蘇鉄道MT-3000形気動車（18百合）
  - 立野橋梁・白川第一橋梁（18百合）
- 鹿児島本線・三角線（18百合）
  - 三角駅（18百合）
  - JR九州キハ185系気動車/特急 A列車で行こう（18百合）
- 西鉄2000形電車（18.5百合）
- 香椎線（18.5百合）
  - 酒殿駅（18.5百合）
  - JR九州キハ40系気動車47形8000番台（18.5百合）
  - 旧志免鉱業所竪坑櫓（18.5百合）
  - 志免鉄道記念公園（18.5百合）
- 水戸線（19百合）
  - 下館駅（19百合）
- 真岡鐵道（19百合）
  - 茂木駅・真岡駅（19百合）
  - 真岡鐵道C12形蒸気機関車66号機・真岡鐵道50系客車/SLもおか、真岡鐵道モオカ14形気動車（19百合）
  - SLキューロク館（19百合）
- 大井川鐵道（20百合）
  - 新金谷駅・千頭駅・アプトいちしろ駅・長島ダム駅・奥大井湖上駅・接岨峡温泉駅・尾盛駅・井川駅・家山駅（20百合）
  - 大井川鐵道C11形蒸気機関車227号機・大井川鐵道スハ43形客車/かわね路号、大井川鐵道DD20形ディーゼル機関車・大井川鐵道クハ600形客車・大井川鐵道スロフ300形客車、大井川鐵道3000系電車 (2代)（20百合）
  - プラザロコ（20百合）
  - 塩郷の吊橋（20百合）
  - 地名トンネル・関の沢橋梁（20百合）
  - SL資料館（20百合）
- 東北新幹線（21百合）
  - 盛岡駅・新青森駅（21百合）
  - 新幹線E5系電車/はやぶさ、新幹線E6系電車/スーパーこまち（21百合）
- 奥羽本線（21 - 22百合）
  - 青森駅（21 - 22百合）・秋田駅（22百合）
  - JR北海道785系電車300番台/特急 スーパー白鳥（21百合）
- 五能線（21 - 22百合）
  - 五所川原駅・木造駅（21百合）・驫木駅（21 - 22百合）・ウェスパ椿山駅・千畳敷駅・能代駅（22百合）
  - JR東日本キハ40系気動車500番台・JR東日本キハ40系気動車48形（21百合）
  - JR東日本キハ40系気動車/リゾートしらかみ（くまげら編成）、JR東日本HB-E300系気動車/リゾートしらかみ（青池編成）（22百合）
- 津軽鉄道（21百合）
  - 津軽五所川原駅（21百合）
  - 立佞武多の館（21百合）
五所川原駅・津軽五所川原駅では沿線の鯛焼き屋「みわや」が登場。
- 羽越本線（最終百合）
  - 羽後本荘駅（最終百合）
  - JR東日本485系電車1000番台/特急 いなほ（最終百合）
- 由利高原鉄道[8][9][10]（最終百合）
  - 前郷駅・矢島駅（最終百合）
  - 由利高原鉄道YR-3000形気動車（最終百合）
  - 鳥海山（最終百合）
  - 旧鮎川小学校（最終百合）
- JR東日本EF510形電気機関車500番台・JR東日本24系25形客車/寝台特急 北斗星（最終百合）
  - 上野駅（最終百合）
- JR九州DF200形ディーゼル機関車7000番台・JR九州77系客車/クルーズトレイン ななつ星 in 九州（4巻あとがき）

## 単行本
- 松山せいじ 『ゆりてつ 私立百合ヶ咲女子高鉄道部』 小学館〈サンデーGXコミックス〉、全4巻
  1. （2011年10月24日初版発行、同年10月19日発売） ISBN 978-4-09-157288-2
  2. （2012年6月24日初版発行、同年6月19日発売） ISBN 978-4-09-157310-0
  3. （2013年4月24日初版発行、同年4月20日発売） ISBN 978-4-09-157346-9
  4. （2013年11月24日初版発行、同年11月19日発売） ISBN 978-4-09-157363-6